# انهيار الدالة الموجية
في ميكانيكا الكم، يقال أن انهيار الدالة الموجية يحدث عندما تظهر الدالة الموجية—مبدئيا في تراكب العدة الذاتية—لتتحول للحد من الذاتية الأحادية (بواسطة "الملاحظة"). هذا هو جوهر القياس في ميكانيكا الكم و يربط الدالة الموجية مع الكلاسيكية المرصودة مثل الموضع و الزخم. الانهيار هو واحد من العمليتين اللتان تتطور بواسطتهما الأنظمة الكمومية في الوقت المناسب؛ العملية الأخرى هي التطور المستمر عبر معادلة شرودنغر. ومع ذلك، في هذا الدور، يكون الانهيار مجرد صندوق أسود للتفاعل غير القابل للانعكاس الديناميكي الحراري مع البيئة الكلاسيكية. التنبؤ بحسابات إزالة الترابط الكمي بانهيار الدالة الموجية  الظاهر عندما يتكون التراكب بين حالات النظام الكمي وحالات البيئة. بشكل ملحوظ، تستمر الدالة الموجية المشتركة للنظام والبيئة في الامتثال ل معادلة شرودنغر.
في عام 1927، استخدم فيرنر هايزنبرغ فكرة تقليل الدالة الموجية لشرح القياس الكمومي. ومع ذلك، كان جدل لأنه إذا كان الانهيار ظاهرة فيزيائية أساسية، وليس مجرد ظاهرة في بعض العمليات الأخرى، فإن ذلك يعني أن الطبيعة كانت تصادفية بشكل أساسي، أي خاصية غير منعدمة، وهي خاصية غير مرغوب فيها نظريًّا. بقيت هذه القضية إزالة الترابط الكمومي حتى دخلت للرأي السائد بعد إعادة صياغتها في 1980. يفسر إزالة الترابط تصور انهيار الدالة الموجية من حيث تفاعل النظم الكمية الكبيرة والصغيرة، وعادة ما يدرس في مرحلة ما بعد المستوى التمهيدي (مثل كتاب كلود كوهين تانوجي). يسمح نهج الترشيح الكمي إدخال عدم السببية الكمي لاشتقاق البيئة الكلاسيكية لانهيار الدالة الموجية من معادلة شرودنغر العشوائية.

## الوصف الرياضي
قبل الانهيار، قد تكون الدالة الموجية  في أي دالة مكملة للتكامل. هذه الدالة قابلة للتعبير عن نفسها كمزيج خطي للقيم الذاتية لأي ملاحظة يمكن ملاحظتها. الملاحظة تمثل المتغيرات الديناميكية الكلاسيكية، عندما تقاس بواسطة الكلاسيكية المرصودة، الدالة الموجية المتوقعة على الذاتية العشوائية التي يمكن ملاحظتها. مراقبة التدابير الكلاسيكية في نفس الوقت القيمة التي يمكن ملاحظتها هي القيمة الذاتية النهائية.

### الخلفية الرياضية
تصف الحالة الكومية من النظام الفيزيائي الدالة الموجية (في تحويل عنصر مستقطب من فضاء هلبرت). ويمكن التعبير عن هذا في رمز ديراك أو رمز برا–كت كناقل: 
{\displaystyle |\psi \rangle =\sum _{i}c_{i}|\phi _{i}\rangle .}